# Carlota Amália de Hesse-Cassel
Carlota Amália (Cassel, 27 de abril de 1650 – Copenhague, 27 de março de 1714) foi a esposa do rei Cristiano V e rainha consorte do Reino da Dinamarca e Noruega de 1670 até 1699. Era a filha mais velha de Guilherme VI, Conde de Hesse-Cassel, e sua esposa Edviges Sofia de Brandemburgo.

## Família
Carlota Amália era a filha mais velha de Guilherme VI, Conde de Hesse-Cassel e da marquesa Edviges Sofia de Brandemburgo. Entre os seus irmãos estavam Carlos I, Conde de Hesse-Cassel e o conde Filipe de Hesse-Philippsthal. Os seus avós paternos eram o conde Guilherme V de Hesse-Cassel e a condessa Amália Isabel de Hanau-Münzenberg. Os seus avós maternos eram o príncipe-eleitor Jorge Guilherme de Brandemburgo e a condessa Isabel Carlota do Palatinado.

## Origens
Carlota Amália era bem educada em francês, italiano, geografia e filosofia. A sua mãe era uma reformadora severa com orientações políticas centradas em Brandemburgo, uma característica que influenciou as opiniões políticas da sua filha. O seu casamento foi arranjado pela sua futura sogra que queria uma nora que pudesse controlar e, em 1665, o seu futuro marido foi enviado a Hesse para a conhecer melhor. Foram necessárias negociações, mas decorreram principalmente devido a questões religiosas.

## Casamento e vida como rainha

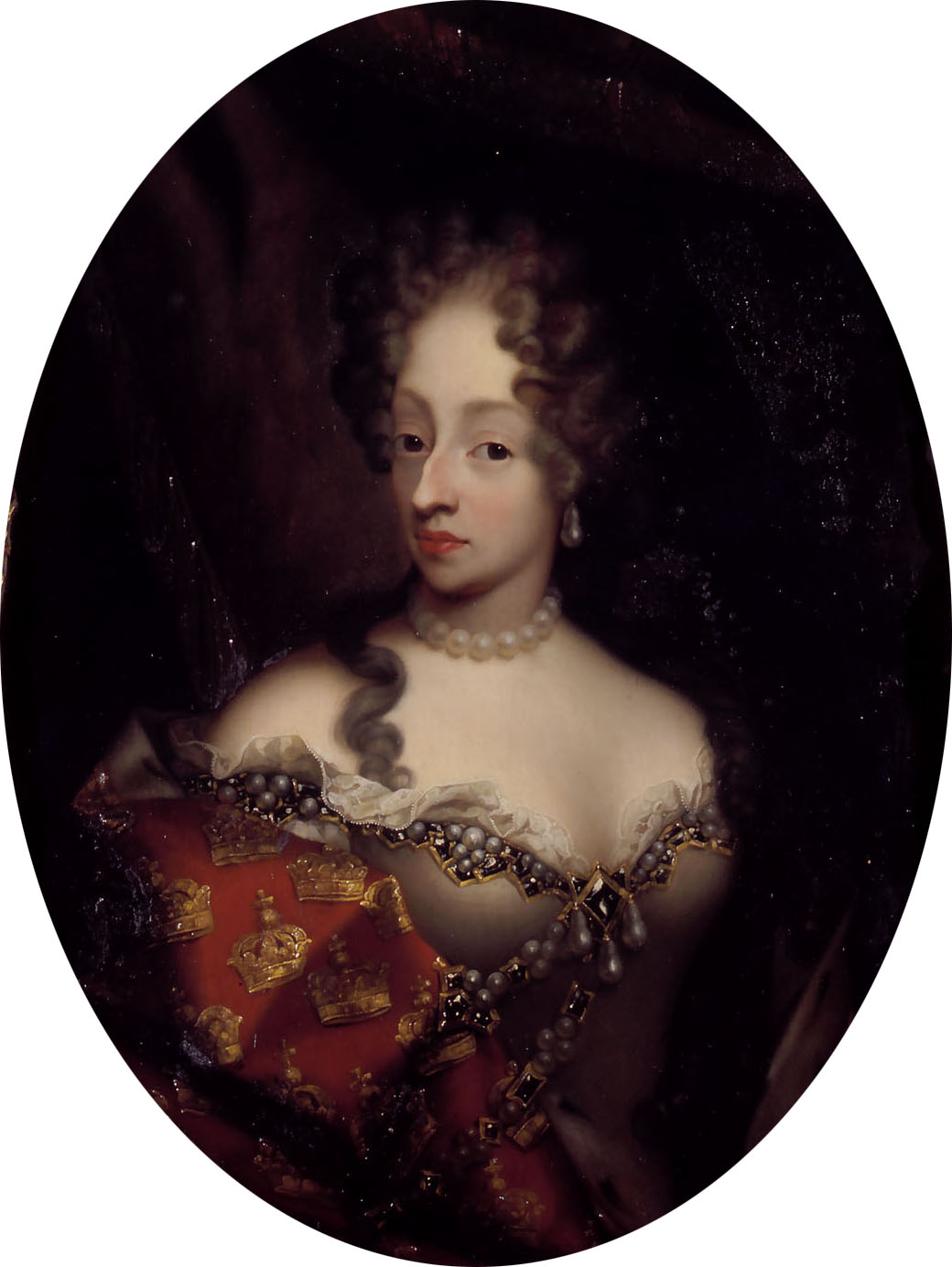
Carlota Amália.

No dia 25 de junho de 1667, Carlota casou-se com o futuro rei Cristiano V da Dinamarca e tornou-se rainha na sua ascensão ao trono em 1670. Entre os filhos que tiveram os únicos que sobreviveram até à idade adulta foram o futuro rei Frederico IV, o príncipe Carlos e a princesa Sofia Edviges da Dinamarca.
Carlota foi educada na religião calvinista. O seu contrato de casamento não exigia que ela se convertesse apesar de o facto de não o fazer não agradava a muitos e demorou muito tempo a ser aceite. Carlota manteve a sua religião mesmo depois do casamento com Cristiano que, como governante da Dinamarca, era também chefe da Igreja Luterana do país, mas a rainha conseguiu excluir-se a si e à sua corte da obrigação de pertencer a essa igreja, tendo também obtido o direito de praticar a sua religião e promovê-la no país com o seu próprio dinheiro. Contudo, as suas acções fizeram com que o clero luterano contestasse a sua coroação como rainha. Carlota não se entendia com a sua sogra com quem se envolvia frequente em conflitos relacionados com a etiqueta. Também apoiou a libertação de Leonora Christina Ulfeldt.
O seu marido impediu-a de exercer alguma influência política em parte porque não queria ser influenciado da mesma maneira que o seu pai tinha sido pela sua mãe e em parte porque não gostava das políticas de Brandemburgo, chegando mesmo a colocar uma espia, Justine Cathrine Rosenkrantz entre as damas-de-companhia da sua esposa. Contudo, Carlota tinha a sua influência e conseguiu garantir alguns direitos aos calvinistas dinamarqueses em 1685. Diz-se dela que era charmosa, com grande tacto apesar de não ser muito bonita. Aprendeu a falar dinamarquês, uma atitude que foi muito apreciada. A relação com o seu marido nunca foi romântica. O seu marido era-lhe infiel e a relação que mantinha com a sua amante preferia, Sophie Amalie Moth tinha começado em 1672, mas o casal conseguia manter uma amizade sincera e respeitadora. Carlota nunca foi ignorada nem excluída na corte e tinha todas as regalias de uma rainha. Também era muito chegada aos seus filhos que a consideravam uma boa mãe.

## Últimos anos
Carlota ganhou muita popularidade por ter defendido Copenhaga quando o rei Carlos XII da Suécia invadiu a Zelândia em 1700. Durante o incidente, a rainha representou a força de vontade dos cidadãos da capital falando com eles e convencendo o comandante da cidade a dar permissão aos habitantes da cidade para usar canhões e organizar a defesa da capital. Por esta atitude foi considerada uma heroína.
É também conhecida por ter protegido a conhecida Marie Grubbe e o seu antigo amante quando, depois de Grubbe se ter divorciado do seu marido, foi rejeitada. Carlota ofereceu refugio ao casal na sua casa.

Monograma da rainha Carlota.

Carlota tinha várias propriedades no campo que administrava cuidadosamente. Após a morte do seu marido em 1699, mudou-se para uma mansão que tinha comprado, o Palácio de Charlottenborg em Copenhaga onde viveu até à morte. O mansão, que tem o seu nome, é a sede da Academia Real das Artes da Dinamarca desde 1754.
Carlota morreu em Copenhaga e foi enterrada na Catedral de Roskilde.

## Descendência
- Frederico IV da Dinamarca (2 de Outubro de 1671 - 2 de Outubro de 1730), rei da Dinamarca de 1699 até à sua morte; casado primeiro com a duquesa Luísa de Mecklemburgo-Güstrow; com descendência. Casado depois com Isabel Helena de Vieregg; com descendência. Casado por fim com Ana Sofia Reventlow; com descendência.
- Cristiano Guilherme da Dinamarca (1 de Dezembro de 1672 - 25 de Janeiro de 1673), morreu com um ano de idade.
- Cristiano da Dinamarca (25 de Março de 1675 - 27 de Junho de 1695), morreu aos vinte anos de idade; sem descendência.
- Sofia Edviges da Dinamarca (28 de Agosto de 1677 - 13 de Março de 1735), morreu solteira e sem descendência.
- Carlos da Dinamarca (26 de Outubro de 1680 - 8 de Junho de 1729), morreu solteiro e sem descendência.
- Cristina Carlota da Dinamarca (17 de Julho de 1683)
- Guilherme da Dinamarca (21 de Fevereiro de 1687 - 23 de Novembro de 1705), morreu aos dezoito anos; sem descendência.